# Revisiting the cullinan
Revisiting the cullinan is een meerdelig artistiek kunstwerk in Amsterdam-Zuid. Het is ontworpen door Sanja Medic.
De objecten verwijzen naar de buurt waarin de negen objecten zich bevinden, de Diamantbuurt in Amsterdam-Zuid. De titel verwijst naar de diamant Cullinan die hier in het begin van de 20e eeuw gekloofd werd bij de Koninklijke Asscher Diamant Maatschappij. Een eeuw later werd het gebied gesaneerd waarbij onder andere het gebouw van de Diamant Maatschappij werd gerenoveerd, maar waarbij ook een deel van de omliggende gebouwen sneuvelde. De lege ruimten werden opgevuld met nieuwbouw en twee pleinen, het Cullinanplein en het Dora Tamanaplein. Als afronding van het traject werd aan kunstenaar Sanja Medic gevraagd een kunstwerk te leveren. Die combineerde hier gedachten aan drie gebouwen, de eerder genoemde diamantfabriek, het Raadhuis van Nieuwer-Amstel en Tolstraat 160, beter bekend als Cinétol of de Theosofische tempel. De verlichtingsobjecten zijn hoog aan de gevels geplaatst in een verbindingscorridor tussen de Amsteldijk en de Rustenbrugerdwarsstraat. Het kunstwerk wordt begeleid door minstens drie informatietegels, waarbij één een plattegrond bevat. Het oude raadhuis, later stadsarchief van Amsterdam, is terug te vinden in de leeuwenkoppen die in sommige objecten zijn terug te vinden. Die leeuwenkoppen zijn een citaat uit het werk van Bart van Hove, die ze in steen uithakte voor het raadhuis. De kunstenaar voegde in 2025 nog een inspiratiebron aan de werken toe. In de 19e eeuw waren hier (nog) allerlei ambachtswerkplaatsen te vinden, waaronder glasblazerijen. De objecten zijn van glas. Het werk werd gefinancierd door de Gemeente Amsterdam en het Amsterdamse Fonds voor de Kunsten.